# Monica (Sängerin)

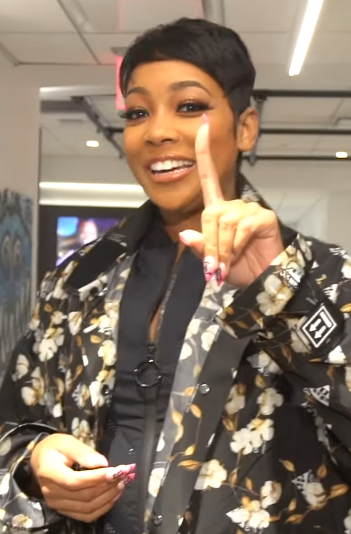
Monica (2019)

Monica Denise Brown (* 24. Oktober 1980 in College Park, Georgia als Monica Denise Arnold) ist eine US-amerikanische R&B-Sängerin. 1998 und 1999 hatte sie mit The First Night, The Boy Is Mine und Angel of Mine drei aufeinanderfolgende Nummer-eins-Hits in den USA. Für das zusammen mit Brandy aufgenommene Duett The Boy Is Mine erhielten die beiden Sängerinnen einen Grammy für die beste R&B-Gesangsdarbietung als Duo oder Gruppe.

## Biografie

### Kindheit
Erste Gesangserfahrungen sammelte die in Atlanta aufgewachsene Tochter des Mechanikers M. C. Arnold und der ehemaligen Delta-Air-Lines-Kundenbetreuerin Marilyn Best im Alter von zwei Jahren im örtlichen Kirchenchor der Jones Chapel United Methodist Church. Nach der Trennung ihrer Eltern im Jahr 1984 lebte Arnold mit ihrem jüngeren Bruder Montez (* 1983) zunächst bei der Mutter; später wurde sie Mitglied von Charles Thompson and the Majestics, einem zwölfköpfigen Chor, mit dem sie noch zu Schulzeiten durch die Staaten tourte und diverse Talent- und Gesangswettbewerbe bestritt. 1992 wurde Produzent Dallas Austin im Rahmen eines kurzen Auftrittes auf Monica aufmerksam und man entschied sich im Einverständnis mit Arista Records dazu, das junge Gesangstalent unter Vertrag zu nehmen. Der Rapper Ludacris ist ihr Cousin.

### 1990er
Zwei Jahre später erschien Monicas erstes Album Miss Thang. Die Platte brachte mit „Don't Take It Personal (Just One of Dem Days)“, der Doppel-A-Single „Like This and Like That/Before You Walk out of My Life“ und „Why I Love You So Much“ drei aufeinander folgende Top-10-Singles hervor und wurde im Jahr darauf in den USA mehrfach mit Platin prämiert. Der lang erhoffte Durchbruch und erster internationaler Erfolg folgte jedoch erst mit dem Release der Single „For You I Will“, dem Soundtrack zu Michael Jordans Cartoon-Adaption Space Jam, der Monica 1997 Auszeichnungen wie den American Music Award, Soul Train und Billboard Award bescherte.
Übertroffen wurden diese Erfolge im Jahr 1998 mit der Veröffentlichung des zweiten Albums The Boy Is Mine, dessen erste gleichnamige Singleauskopplung im Duett mit Brandy weltweit vordere Chartplätze belegte und beide Sängerinnen nicht nur zu den bekanntesten Gesichtern ihres Genres machte, sondern auch einen Grammy einbrachte. Mit den Nachfolge-Singles „The First Night“ (im Feature mit Produzent Jermaine Dupri) und die Ballade „Angel of Mine“, ein Cover des britischen R&B-Trios Eternal, setzte sie die Erfolge fort: Beide Tracks erreichten Platz 1 der amerikanischen Billboard-Charts und waren auch in Europa und Japan erfolgreich.
Trotz oder gerade wegen des großen Interesses der Öffentlichkeit an ihrer Person entschied Monica sich Ende 1999, eine längere Auszeit vom Musikgeschäft zu nehmen und sich der Schauspielerei zu widmen. Es folgten Gastauftritte in Serien wie Living Single und Felicity, aber auch Rollen in Filmen wie Boys & Girls oder der MTV-Produktion Love Song.

### 2000er
2002 machte Monica mit der Veröffentlichung von „Just Another Girl“, dem Titelsong zur Chris-Rock-Komödie Down to Earth, erstmals wieder musikalisch auf sich aufmerksam; der Erfolg der Single hielt sich jedoch in Grenzen. Noch im selben Jahr wurde „All Eyez on Me“, ein Teil-Cover des Michael-Jackson-Hits „P.Y.T.“ als Vorbote zum gleichnamigen Album ausgekoppelt, doch die Darkchild-Produktion erlangt kaum Zustimmung und floppte. Auch der zweite Versuch, „Too Hood“ (eine weitere Kollaboration mit Jermaine Dupri) konnte sich nicht in den Charts platzieren und so entschied man sich in Rücksprache mit Monicas neuer Plattenfirma J Records dazu, das Album lediglich in Japan zu veröffentlichen.
Ein Jahr später, 2003, kam schließlich After the Storm, eine überarbeitete und neu gestaltete Version von All Eyez on Me, auf den Markt. Das Album zeichnete sich vor allem durch Missy Elliotts Handschrift aus: Die Rapperin steuerte nicht nur die Hit-Single „So Gone“, sondern auch vier weitere Tracks zur Platte bei und zeigte sich maßgeblich für den Nummer-1-Erfolg des Albums verantwortlich. Im Zuge des Erfolges folgten drei weitere Auskopplungen, darunter die Doppel-A-Single „Knock Knock/Get It Off“ und die Ballade „U Should've Known Betta“.
Nach der Geburt ihres ersten Kindes Rodney Ramone Hill III, Sohn des Produzenten Rodney „Rock“ Hill Junior, im Mai 2005 begann Monica mit den Arbeiten an ihrem vierten Album The Makings of Me, welches im Oktober 2006 erschien. Das Album platzierte sich an der Spitze der amerikanischen R&B-Charts, verschwand jedoch recht schnell aus den oberen Charträngen und konnte lediglich rund 250.000 Kopien absetzen. Während die erste Singleauskopplung, „Everytime tha Beat Drop“, noch bis auf Platz 48 der U.S. Hot 100 klettern konnte, verfehlten alle Nachfolgesingles gänzlich den Einstieg in die Hitlisten.
Im Herbst 2007 wurde bekannt, dass die Sängerin im Januar 2008 ihr zweites Kind von Hill erwartet. Parallel dazu führte sie gemeinsam mit Missy Elliott, Bryan Michael Cox und Ne-Yo die Arbeiten an ihrem fünften Studioalbum fort.

## Diskografie
Studioalben

| Jahr | Titel             | Höchstplatzierung, Gesamtwochen, AuszeichnungChartplatzierungen (Jahr, Titel, Platzierungen, Wochen, Auszeichnungen, Anmerkungen) | Höchstplatzierung, Gesamtwochen, AuszeichnungChartplatzierungen (Jahr, Titel, Platzierungen, Wochen, Auszeichnungen, Anmerkungen) | Höchstplatzierung, Gesamtwochen, AuszeichnungChartplatzierungen (Jahr, Titel, Platzierungen, Wochen, Auszeichnungen, Anmerkungen) | Höchstplatzierung, Gesamtwochen, AuszeichnungChartplatzierungen (Jahr, Titel, Platzierungen, Wochen, Auszeichnungen, Anmerkungen) | Höchstplatzierung, Gesamtwochen, AuszeichnungChartplatzierungen (Jahr, Titel, Platzierungen, Wochen, Auszeichnungen, Anmerkungen) | Anmerkungen                             |
| Jahr | Titel             | DE | AT | CH | UK | US | Anmerkungen                             |
| ---- | ----------------- | --- | --- | --- | --- | --- | --------------------------------------- |
| 1995 | Miss Thang        | — | — | — | — | US36 ×3Dreifachplatin · (61 Wo.)US                                                                                                | Erstveröffentlichung: 18. Juli 1995     |
| 1998 | The Boy Is Mine   | DE34 (13 Wo.)DE | — | CH19 (14 Wo.)CH | UK52 Silber · (14 Wo.)UK | US8 ×3Dreifachplatin · (58 Wo.)US                                                                                                 | Erstveröffentlichung: 14. Juli 1998     |
| 2002 | All Eyez on Me    | — | — | CH88 (1 Wo.)CH | — | — | Erstveröffentlichung: 21. Oktober 2002  |
| 2003 | After the Storm   | — | — | — | — | US1 Gold · (37 Wo.)US | Erstveröffentlichung: 17. Juni 2003     |
| 2006 | The Makings of Me | — | — | — | — | US8 (10 Wo.)US | Erstveröffentlichung: 3. Oktober 2006   |
| 2010 | Still Standing    | — | — | — | — | US2 Gold · (31 Wo.)US | Erstveröffentlichung: 19. März 2010     |
| 2012 | New Life          | — | — | — | — | US4 (10 Wo.)US | Erstveröffentlichung: 6. April 2012     |
| 2015 | Code Red          | — | — | — | — | US27 (3 Wo.)US | Erstveröffentlichung: 18. Dezember 2015 |

## Filmografie
- 1996: Living Single (Fernsehserie, Episode 3.24)
- 2000: Love Song (Fernsehfilm)
- 2000: Boys, Girls & a Kiss
- 2001: Felicity (Fernsehserie, Episode 4.04)
- 2004: American Dreams (Fernsehserie, Episode 2.02)
- 2006: ATL (Cameo)
- 2009: Pastor Brown
- 2016: Star (Fernsehserie, Episode 1.12)